# 93-тя гвардійська мотострілецька дивізія (СРСР)
93-тя гвардійська мотострілецька Харківська двічі Червонопрапорна орденів Суворова і Кутузова дивізія (93 гв. МСД, в/ч 45261) — з'єднання мотострілецьких військ Радянської армії, яке існувало у 1957—1992 роках. Дивізія була створена 17 травня 1957 року, як 35-та гвардійська мотострілецька дивізія на основі 35-ї гвардійської механізованої дивізії у місті Кечкемет, Угорщина. Дивізія мала статус боєготового з'єднання першого ешелону, тому була укомплектована особовим складом і технікою майже на 100% від штатної чисельності. Від 11 січня 1965 року перейменовано на 93-тю гвардійську мотострілецьку дивізію.
Військовослужбовці дивізії служили в Афганістані та ліквідовували наслідки техногенної катастрофи в Чорнобилі.
Після розпаду СРСР, у 1992 році дивізія увійшла до складу Збройних сил України, як 93-тя механізована дивізія.

## Історія

### Друга світова війна
10 травня 1943 року, під час Другої Світової війни, було завершено формування 93-ї стрілецької дивізії. В липні 1943 року вона отримала своє перше бойове хрещення у складі 69-ї армії в районі селища Прохоровка, під час Курської битви. Розвиваючи наступ, військові частини дивізії брали участь у Харківській операції. За визволення міста Харкова 23 серпня 1943 року з'єднання отримало почесне звання «Харківська». У ході подальших боїв з'єднання у складі Південно-Західного фронту брало участь у боях за звільнення Донбасу. Останньою битвою Другої Світової війни для воїнів дивізії стала участь у Празькій операції у травні 1945 року.
За роки війни особовий склад дивізії пройшов 6,5 тисяч кілометрів, захопив в полон 17531 офіцерів і солдатів ворога, знищив 108 танків, 313 артилерійських систем. За мужність та відвагу 16898 осіб нагороджені орденами та медалями, 14 стали Героями Радянського Союзу.

### Післявоєнні роки
Створена 17 травня 1957 року, як 35-та гвардійська мотострілецька дивізія на основі 35-ї гвардійської механізованої дивізії у місті Кечкемет, Угорщина.
В 1961 році створено 347-й окремий ракетний дивізіон.
Від 19 лютого 1962 року створено 73-й окремий ремонтно-відновлювальний батальйон.
В травні 1962 року створено 33-й окремий танковий батальйон.
Від 11 січня 1965 року перейменовано на 93-тю гвардійську мотострілецьку дивізію.
В 1968 році:
- 108-й окремий гвардійський саперний батальйон перейменовано на 108-й окремий гвардійський інженерно-саперний батальйон
- створено 456-й окремий протитанковий артилерійський дивізіон.

В 1972 році 90-та окрема рота хімічного захисту була розгорнута в 133-й окремий батальйон хімічного захисту.
В 1980 році 3-й окремий моторизований транспортний батальйон було перейменовано на 1119-й окремий батальйон матеріального забезпечення.
В липні 1989 році 134-й гвардійський танковий полк було заміщено на 87-й танковий полк.
В червні 1990 році 5-й гвардійський мотострілецький полк було заміщено на 96-й мотострілецький полк з 254-ї мотострілецької дивізії.
В січні 1991 року 1098-й зенітний ракетний полк було передано до складу 201-ї мотострілецької дивізії.
На початку 1991 року виведена на територію України на місце базування колишньої 22-ї гвардійської танкової дивізії.
В січні 1992 року перейшла під юрисдикцію України, як 93-тя механізована дивізія.

## Структура
Протягом історії з'єднання, його структура та склад неодноразово змінювались

### 1960
- 5-й гвардійський мотострілецький полк (Кішкунгалаш, Угорщина)
- 110-й гвардійський мотострілецький полк (Кечкемет, Угорщина)
- 112-й гвардійський мотострілецький полк (Сегед, Угорщина)
- 134-й гвардійський танковий полк (Кішкунгалаш, Угорщина)
- 198-й гвардійський артилерійський полк (Кечкемет, Угорщина)
- 1098-й зенітний артилерійський полк (Надькереш, Угорщина)
- 16-й окремий розвідувальний батальйон (Сольнок, Угорщина)
- 108-й окремий гвардійський саперний батальйон (Оґрован[en], Угорщина)
- 166-й окремий гвардійський батальйон зв'язку (Кечкемет, Угорщина)
- 90-та окрема рота хімічного захисту (Кечкемет, Угорщина)
- 89-й окремий санітарно-медичний батальйон (Кішкунгалаш, Угорщина)
- 3-й окремий моторизований транспортний батальйон (Кечкемет, Угорщина)

### 1970
- 5-й гвардійський мотострілецький полк (Кішкунгалаш, Угорщина)
- 110-й гвардійський мотострілецький полк (Кечкемет, Угорщина)
- 112-й гвардійський мотострілецький полк (Сегед, Угорщина)
- 134-й гвардійський танковий полк (Кішкунгалаш, Угорщина)
- 198-й гвардійський артилерійський полк (Кечкемет, Угорщина)
- 1098-й зенітний артилерійський полк (Надькереш, Угорщина)
- 33-й окремий танковий батальйон (Кішкунгалаш, Угорщина)
- 347-й окремий ракетний дивізіон (Кечкемет, Угорщина)
- 456-й окремий протитанковий артилерійський дивізіон (Кішкунгалаш, Угорщина)
- 16-й окремий розвідувальний батальйон (Сольнок, Угорщина)
- 108-й окремий гвардійський інженерно-саперний батальйон (Оґрован[en], Угорщина)
- 166-й окремий гвардійський батальйон зв'язку (Кечкемет, Угорщина)
- 90-та окрема рота хімічного захисту (Кечкемет, Угорщина)
- 73-й окремий ремонтно-відновлювальний батальйон (Кішкунгалаш, Угорщина)
- 89-й окремий санітарно-медичний батальйон (Кішкунгалаш, Угорщина)
- 3-й окремий моторизований транспортний батальйон (Кечкемет, Угорщина)

### 1980
- 5-й гвардійський мотострілецький полк (Кішкунгалаш, Угорщина)
- 110-й гвардійський мотострілецький полк (Кечкемет, Угорщина)
- 112-й гвардійський мотострілецький полк (Сегед, Угорщина)
- 134-й гвардійський танковий полк (Кішкунгалаш, Угорщина)
- 198-й гвардійський артилерійський полк (Кечкемет, Угорщина)
- 1098-й зенітний ракетний полк (Надькереш, Угорщина)
- 33-й окремий танковий батальйон (Кішкунгалаш, Угорщина)
- 347-й окремий ракетний дивізіон (Кечкемет, Угорщина)
- 456-й окремий протитанковий артилерійський дивізіон (Кішкунгалаш, Угорщина)
- 16-й окремий розвідувальний батальйон (Сольнок, Угорщина)
- 108-й окремий гвардійський інженерно-саперний батальйон (Оґрован[en], Угорщина)
- 166-й окремий гвардійський батальйон зв'язку (Кечкемет, Угорщина)
- 133-й окремий батальйон хімічного захисту (Кечкемет, Угорщина)
- 73-й окремий ремонтно-відновлювальний батальйон (Кішкунгалаш, Угорщина)
- 89-й окремий медичний батальйон (Кішкунгалаш, Угорщина)
- 1119-й окремий батальйон матеріального забезпечення (Кечкемет, Угорщина)

### 1988
- 5-й гвардійський мотострілецький полк (Кішкунгалаш, Угорщина)
- 110-й гвардійський мотострілецький полк (Кечкемет, Угорщина)
- 112-й гвардійський мотострілецький полк (Сегед, Угорщина)
- 134-й гвардійський танковий полк (Кішкунгалаш, Угорщина)
- 87-й гвардійський танковий полк з 1989 року (Цеглед, Угорщина)
- 198-й гвардійський артилерійський полк (Кечкемет, Угорщина)
- 1098-й зенітний ракетний полк (Надькереш, Угорщина)
- 33-й окремий танковий батальйон (Кішкунгалаш, Угорщина)
- 347-й окремий ракетний дивізіон (Кечкемет, Угорщина)
- 456-й окремий протитанковий артилерійський дивізіон (Кішкунгалаш, Угорщина)
- 16-й окремий розвідувальний батальйон (Сольнок, Угорщина)
- 108-й окремий гвардійський інженерно-саперний батальйон (Оґрован[en], Угорщина)
- 166-й окремий гвардійський батальйон зв'язку (Кечкемет, Угорщина)
- 133-й окремий батальйон хімічного захисту (Кечкемет, Угорщина)
- 73-й окремий ремонтно-відновлювальний батальйон (Кішкунгалаш, Угорщина)
- 89-й окремий медичний батальйон (Кішкунгалаш, Угорщина)
- 1119-й окремий батальйон матеріального забезпечення (Кечкемет, Угорщина)

## Розташування
- Штаб (Кечкемет): 46 54 06N, 19 41 09E
- Штаб (Черкаське): 48 41 59N, 35 22 54E
- Кечкемецькі казарми A: 46 53 04N, 19 38 46E (110-й гвардійський мотострілецький полк та дивізійні частини забезпечення)
- Кечкемецькі казарми B: 46 58 04N, 19 40 17E (198-й гвардійський артилерійський полк та 166-й окремий гвардійський батальйон зв'язку)
- Сегедські казарми: 46 16 55N, 20 06 16E (112-й гвардійський мотострілецький полк та 87-й танковий полк)
- Надькереські казарми: 47 01 14N, 19 46 22E (1098-й зенітний ракетний полк)
- Кішкунгалаські казарми A: 46 25 08N, 19 30 25E (134-й гвардійський танковий полк, 33-й окремий танковий батальйон, 456-й окремий протитанковий артилерійський дивізіон, 73-й окремий ремонтно-відновлювальний батальйон та 89-й окремий медичний батальйон)
- Кішкунгалаські казарми B: 46 28 30N, 19 45 53E (5-й гвардійський мотострілецький полк)
- Сольноцькі казарми: 47 19 54N, 20 13 04E (16-й окремий розвідувальний батальйон)
- Черкаські (Новомосковський район) казарми: 48 42 18N, 35 23 01E

## Оснащення
Оснащення на 19.11.90 (за умовами УЗЗСЄ):
- 96-й мотострілецький полк: 48 Т-64, 2 БМП-2, 4 БМП-1, 2 БРМ-1К, 17 2С1 «Гвоздика», 12 2С12 «Сані», 2 ПРП-4, 3 Р-145БМ, 2 ПУ-12 та 1 МТ-55А
- 110-й гвардійський мотострілецький полк: 48 Т-64, 44 БМП-2, 43 БМП-1, 2 БРМ-1К, 18 2С1 «Гвоздика», 12 2С12 «Сані», 2 ПРП-3, 1 Р-145БМ, 2 МТП та 1 МТ-55А
- 112-й гвардійський мотострілецький полк: 49 Т-64, 6 БТР-70, 2 БМП-2, 3 БМП-1, 2 БРМ-1К, 18 2С1 «Гвоздика», 12 2С12 «Сані», 2 ПРП-3, 2 Р-145БМ та 1 ПУ-12
- 87-й танковий полк: 63 Т-64, 12 БМП-2, 5 БМП-1, 2 БРМ-1К, 18 2С1 «Гвоздика», 1 БМП-1КШ, 2 БТР-60ПУ, 2 ПРП-3, 2 Р-145БМ та 4 МТ-55А
- 1098-й зенітний ракетний полк : ЗРК «Куб» (SA-6) та 10 БТР-60ПУ
- 16-й окремий розвідувальний батальйон: 6 Т-64, 9 БМП-1, 7 БРМ-1К, 1 Р-145БМ та 1 Р-156БТР
- 166-й окремий гвардійський батальйон зв'язку: 4 Р-145БМ
- додаткове оснащення, яке вже було виведене в Черкаське: 44 Т-64, 49 БТР-70, 31 БТР-60, 41 БМП-2, 1 БМП-1, 57 2С3 «Акація», 3 2С1 «Гвоздика», 2 122-мм гаубиця Д-30, 3 ПМ-38 та 18 БМ-21 «Град»